# Das koloniale Missverständnis
Das koloniale Missverständnis (französisch  Le malentendu colonial) ist ein französisch-kamerunisch-deutscher Dokumentarfilm von Jean-Marie Teno von 2004 über das Wirken der Rheinischen Missionsgesellschaft im südlichen Afrika im 19. und 20. Jahrhundert.

## Inhalt
Jean-Marie Teno reiste auf den Spuren der Rheinischen Missionsgesellschaft  von Wuppertal nach  Südafrika, Namibia, Kamerun und Togo und wieder zurück nach Wuppertal, um deren Tätigkeiten  seit 1829 zu rekonstruieren. Er hinterfragte den Widerspruch von Bekehrung und Nächstenliebe einerseits und der aktiven Beteiligung der Missionsgesellschaft an der kolonialen Unterwerfung und Ausbeutung dieser Länder andererseits. Wissenschaftler und Missionsmitarbeiter aus verschiedenen afrikanischen und europäischen Ländern  schildern ihre Ansichten  zu dieser Problematik.
Der Film zeigt den bunten Alltag in afrikanischen Landschaften und Städten und  die Aktivitäten der  afrikanischen christlichen Kirchen der Gegenwart. Er beklagt, dass auch in der Gegenwart der Widerspruch zwischen humanitären Hilfen aus westlichen Ländern einerseits und der gleichzeitigen Unterstützung und Ausnutzung   ungerechter gesellschaftlicher Strukturen in Afrika andererseits weiter besteht.

## Hintergründe
Jean-Marie Teno wuchs in Kamerun auf. Er  studierte in Frankreich und drehte dort seit 1983  Filme vor allem über Kolonialismus und Neokolonialismus in Afrika. Er erhielt dafür mehrere Preise. Das koloniale Missverständnis war der einzige über ein deutsches Thema.
Der Film wurde am 4. November 2004 erstmals beim Internationalen Dokumentarfilmfestival in Amsterdam gezeigt, 2005 dann in Frankreich und in Deutschland, seit 2006 in  deutschen Kinos. Er wurde auch in späteren Jahren in mehreren afrikanischen Ländern, in Frankreich und Deutschland gelegentlich gezeigt.

## Zitate
Der erste kenianische Präsident Jomo Kenyatta  sagte einmal

„Als die ersten Missionare nach Afrika kamen, besaßen sie die Bibel und wir das Land. Sie forderten uns auf zu beten. Und wir schlossen die Augen. Als wir sie wieder öffneten, war die Lage genau umgekehrt: Wir hatten die Bibel und sie das Land.“

Jean-Marie Teno sagte zur Motivation für diesen Film

„Die Verdrängung zahlreicher Verbrechen, Völkermorde und unzähliger massiver Missbräuche infolge des Sklavenhandels und der Kolonisierung Afrikas, die bis heute keinen Eingang in das Gedächtnis und die Geschichte gefunden haben, ist eine unannehmbare Situation. Diese Verbrechen sind Gegenstand einer insgeheimen Verweigerung (...), es ist, als ob sie nicht Teil des historischen Bewusstseins, des Gedächtnisses der Menschheit, wären.“